# Диви разкази
„Диви разкази“ e една от най-значимите литературни творби на Николай Хайтов, написана през 1967 година. Записана е в сборник с автентични разкази, описващи бита и нравите на родопчани. Те са записани от сътрудници на сп. „Родопи“ и предимно от Екатерина Томова. Сред разказите от този сборник, придобили най-широка популярност, са „Мъжки времена“, „Сватба“, „Засукан свят“ и „Дервишово семе“. Някои от включените в сборника разкази са филмирани. Претърпяла множество издания в България и чужбина, „Диви разкази“ е книгата, донесла най-много популярност на Николай Хайтов.

## Разказите, според второто издание от 1969 г.
В началото на 1969 излиза второто издание на сборника – 17 разказа, с предговор от Иван Цветков. Издателство „Хр. Г. Данов“, Пловдив.
Подредени са така:
- Мъжки времена
- Мерак
- Когато светът си събуваше потурите
- Страх
- Дърво без корен
- Горски дух
- Засукан свят
- Букова глава
- Ибрям-Али
- Черното пиле
- Гола съвест
- Сватба
- Изпит
- Пътеки
- Под свирката на локомотива
- Дърво за огън
- Дервишово семе

Единадесетото издание на сборника от 1992 г. (Издателство „Христо Ботев“, Издателство „Български писател“, София) съдържа и разказите:
- Козият рог
- Калинкините чанове
- Катерин
- Грях

## Екранизации
- Сватба (2024)
- Засукан свят (2020)
- Козият рог (1994)
- Орисия (1983)
- Гола съвест (тв, 1971)
- Изпит (тв, 1971)
- Мъжки времена (1977)
- Дърво без корен (1974)
- Козият рог (1972)
- Края на песента (1971)